# ذا رووب
ذا رووب (بالإنجليزية: The Roop)‏ هي فرقة بوب روك ليتوانية تأسست في 2014.

## وصلات خارجية
- ذا رووب على موقع ميوزك برينز (الإنجليزية)
- ذا رووب على موقع أول ميوزيك (الإنجليزية)
- ذا رووب على موقع ديسكوغز (الإنجليزية)